# Cywilsk
Cywilsk – miasto w Rosji, w Czuwaszji, 37 km od Czeboksar. W 2009 liczyło 13 161 mieszkańców.